# Герб Амапи
Герб штату Амапи — геральдична емблема та один з офіційних символів бразилійського штату Амапа, поряд з прапором і гімном.

## Історія

### Витоки

Герб Незалежної республіки Гвіани

Регіон як «Капітанію» Коста-ду-Кабу-Норте захоплювали англійці та голландці, які були вибиті португальцями. Утрехтський договір 1713 року встановив кордони між Бразилією та Французькою Гвіаною, але він не дотримувався французами. У XVIII столітті Франція повернула контроль над Бразильською Гаяною, що призвело до короткочасної профранцузької незалежної держави Кунані на спірній території.
Незалежна Республіка Гаяна, по-французьки La République de la Guyane indépendante, зазвичай згадувана за назвою столиці Кунані, була короткочасною незалежною державою на території, на яку претендувала Франція. Держава була проголошена французькими поселенцями в липні 1886 року і проіснувала до 1891 року. Герби Республіки були розміщені  на медалі за заслуги Етуаль де Кунані (Зірка Кунані), заснованій Жаном Гігом, Полем Куартьє та Жюлем Гро, батьками-засновниками Республіки. Зірка також була на перших марках, випущених Республікою, а інша версія герба є на пізніших марках. Прапор був червоний з білою п'ятипроменевою зіркою.
Опис герба:
- у червоному полі п'ятипроменева зірка;
- у клейноді срібно-червоне сяйво висхідного сонця;
- щит оточено гілко кави та стеблом кукурудзи;
- девіз: Я буду підтримувати, будь то розумом чи силою.

### Сучасність
Зрештою, 1 грудня 1900 року Женевська арбітражна комісія передала цю територію Бразилії, яка включила її до складу штату Пара під назвою Арагуарі (за назвою однойменної річки). У 1943 році він став федеральною територією Амапа, а 5 жовтня 1988 року отримав статус штату.
26 вересня 1983 року федеральна територія Амапа опублікувала в Офіційному віснику оголошення про конкурс на вибір офіційних символів Амапи. Для герба було обрано дизайн, підготовлений Ерівельто Бріто Масіель, відомим художником-пластиком штату, який був запроваджений Указом № 8 від 23 квітня 1984 року за уряду Аннібала Барселлоса.

## Символіка
- Карта поділена екватором. Його колір символізує мінеральні багатства штату, а також єдність, віру та стійкість її населення.
- Зірка символізує створення іншої держави бразильської нації. Білий колір символізує чистоту, спокій і спокій, жовтий - багатство нації.
- Проміння випливає зі столиці штату.
- Дерево дало назву штату. Його стовбур, листя і плоди були ліками і їжею для перших жителів країни. Його зелена корона символізує надію, віру в майбутнє, любов, свободу, дружбу, достаток і ввічливість. Його стовбур символізує родючість полів країни.
- 25 променів в основі щита символізують чесність, законослухняність і владу, оману, печаль, конфлікт і смерть.